# Cimetière des Fauvelles
Le cimetière des Fauvelles est un cimetière communal situé 1 rue du Révérend-Père-Cloarec à Courbevoie, dans les Hauts-de-Seine.
Il abrite la sépulture d'Arletty et d'Auguste Fauchon. Plusieurs maires de Courbevoie y reposent.

## Situation

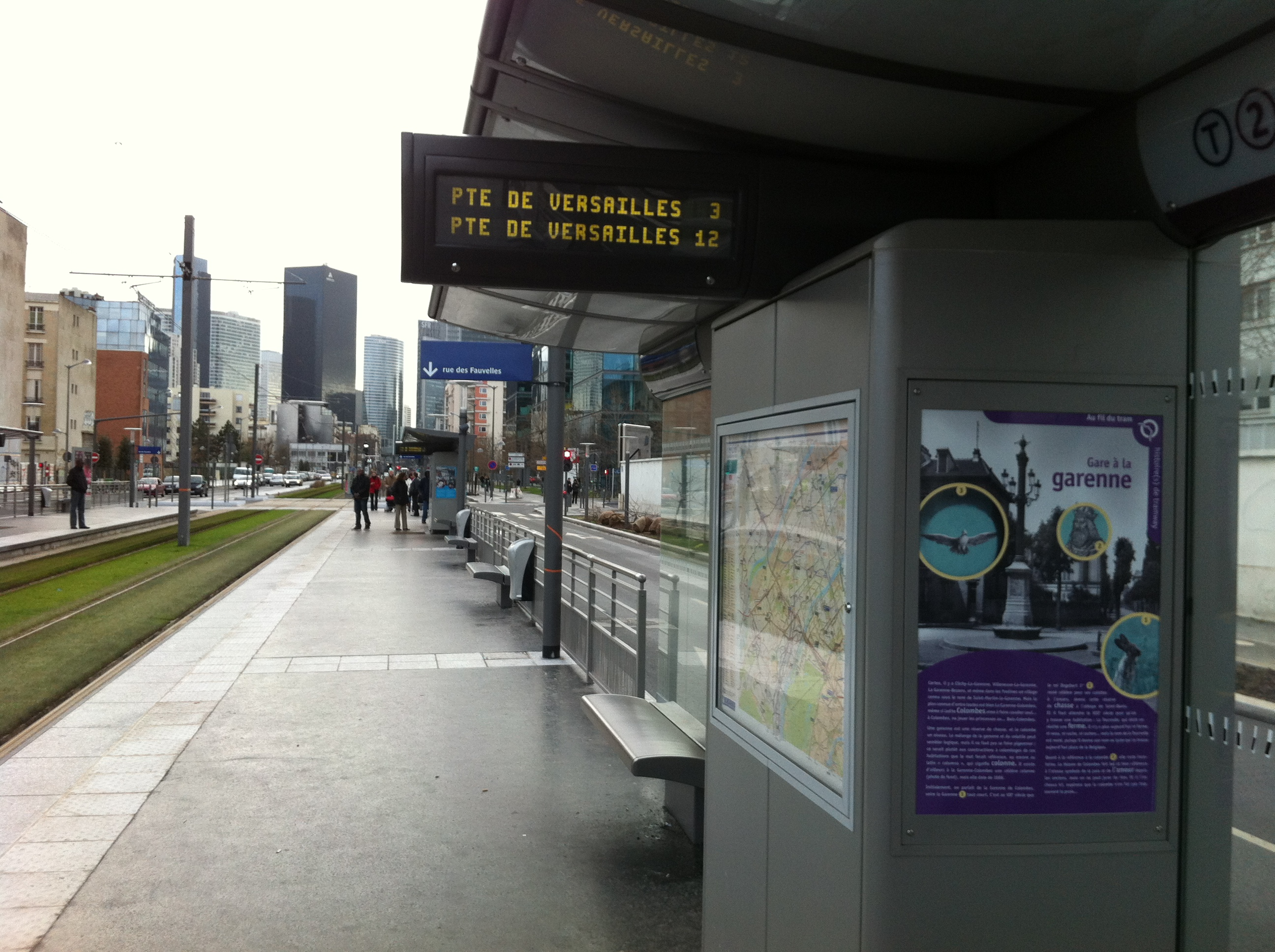
Station de tramway « Les Fauvelles ».

Ce cimetière se situe dans le quartier du Faubourg de l'Arche. Entouré de nombreuses constructions, il couvre plus de 6 hectares, ce qui en fait le plus grand espace public de la ville. Il est aussi accessible par la rue des Fauvelles et la rue Saint-Lô.
La ligne 2 du tramway d'Île-de-France le dessert à la station « Les Fauvelles ».

## Histoire
Il est ouvert sur un terrain acquis par la municipalité en 1886, l'ancien cimetière étant devenu trop exigu.
Son nom provient de la  « rue des Fauvelles », qui longe son mur nord et marque la limite de La Garenne-Colombes.
En 2004, une végétalisation embellit le lieu.

## Personnalités
- Plusieurs maires de Courbevoie :
  - Antoine Rolland (1847-1892) - allée du Nord, no 13 ;
  - François Le Chippey (1836-1907) - division A, allée transversale, no 81 ;
  - Charles Mering (1859-1922) - division O, allée transversale, no 1 et 3 ;
  - Augustin Jules Loiseau (1859-1925) - division P, allée transversale, no 9 ;
  - Pierre Fouquart (1864-1932) - division D, no 43 ;
  - Marius Guerre (1890-1958) - division U, no 37 ;
  - Gabriel Roche (1900-1977) - division S, no 4 ;
  - Charles Deprez (1918-2011) - division R, allée du Levant, no 4,

et, par années d'inhumation :
- les sapeurs-pompiers Joseph Alphonse Gravet (blanchisseur né à Courbevoie le 15 mai 1830), Auguste Adolphe Carle (quincailler né à Courbevoie le 10 juin 1846) et Auguste Joseph Hébert (couvreur né à Senots, dans l'Oise, le 12 septembre 1833), morts le 16 avril 1871, pendant la commune de Paris, dans un incendie provoqué par un obus tiré depuis le Mont Valérien. Deux rues de Courbevoie ont reçu leur nom (rue Carle-Hébert et ancienne rue Gravet, incorporée à la rue Molière[3]). Tous trois reposent dans le caveau aménagé sous le monument aux Victimes du devoir[4] ;
- Charles-Denis Ségoffin (1824-1890), philanthrope fondateur d'une soupe populaire nommée « Refuge contre la faim » à l'asile situé 50 rue de Colombes[5]. Une rue de Courbevoie, reliant les rues de Bezons et d'Aboukir, honore son nom. Allégorie de la Charité sous les traits d'une femme tendant de chaque main un morceau de pain, la statue en bronze qui orne le monument est réalisée en 1891-1892 par son cousin Victor Ségoffin - allée du Midi, no 25 ;
- Silvain Boyer (1842-1891), entrepreneur de maçonnerie, dont la tombe s'orne d'un profil sculpté - division L, allée centrale, no 10 ;
- Maurice Mallet (1861-1926), aéronaute et sous-directeur de l’École française de la navigation aérienne - division 1, allée transversale, no 10[6] ;
- l'abbé Auguste Piquemal (1858-1937), auteur des Études sur la ville et paroisse de Courbevoie (Paris, Honoré Champion, 1908) - division S, allée transversale, no 20 ;
- les 33 techniciens ou acteurs de la société « Photosonor » installée quai du Président-Paul-Doumer, victimes le 31 décembre 1943 d'un bombardement[7] - carré du Couchant ;
- le chanoine Jacques Thorel (1878-1944), curée de Courbevoie de 1942 à 1944 - division U, allée du Nord, no 11 ;
- Auguste Fauchon (1856-1945), fondateur du magasin éponyme - division L, allée centrale, no 1-3 (chapelle « Péreaux »)[8] ;
- Arletty née Léonie Bathiat (1898-1992)[9], actrice - division G extérieure, no 30[10].

## Galerie de photographies

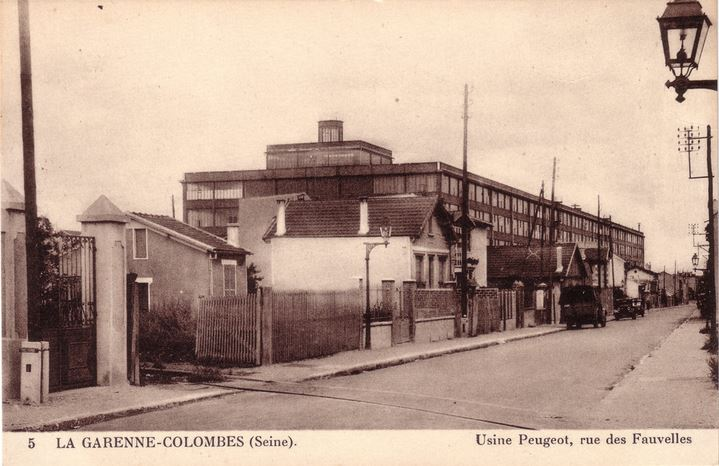
Rue des Fauvelles vers le nord-est, à la Garenne-Colombes.
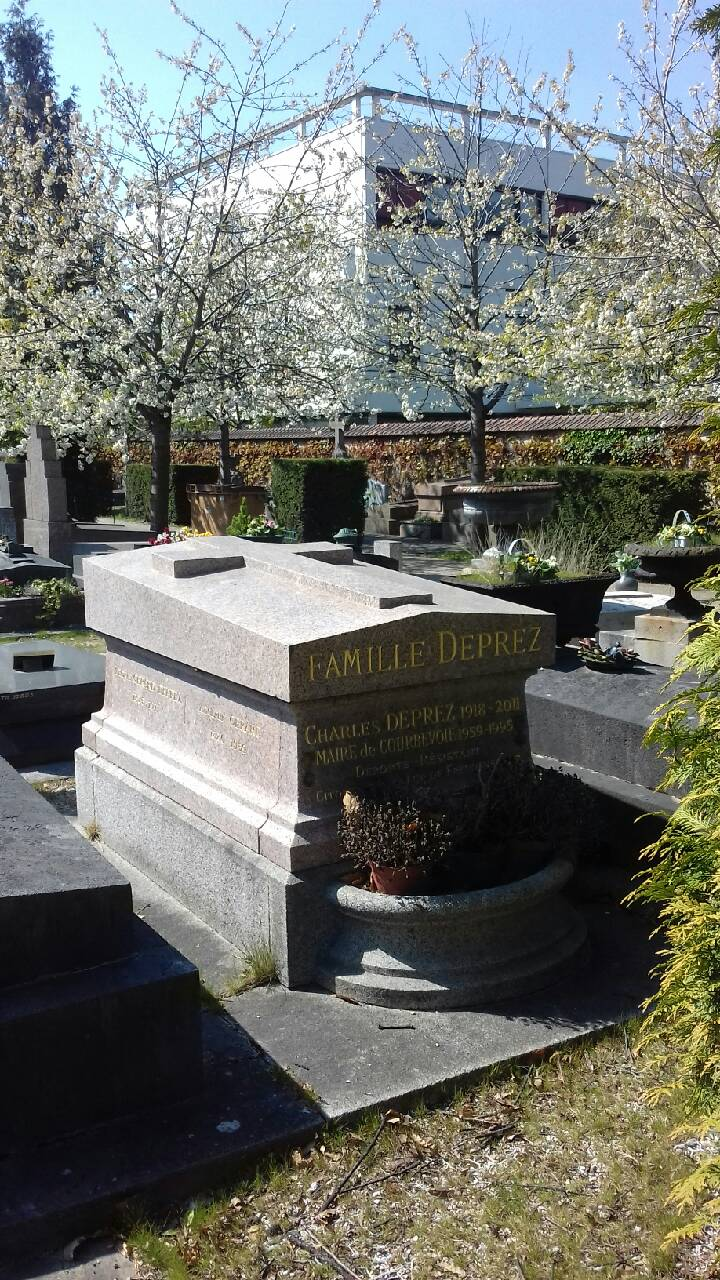
Tombe Deprez.
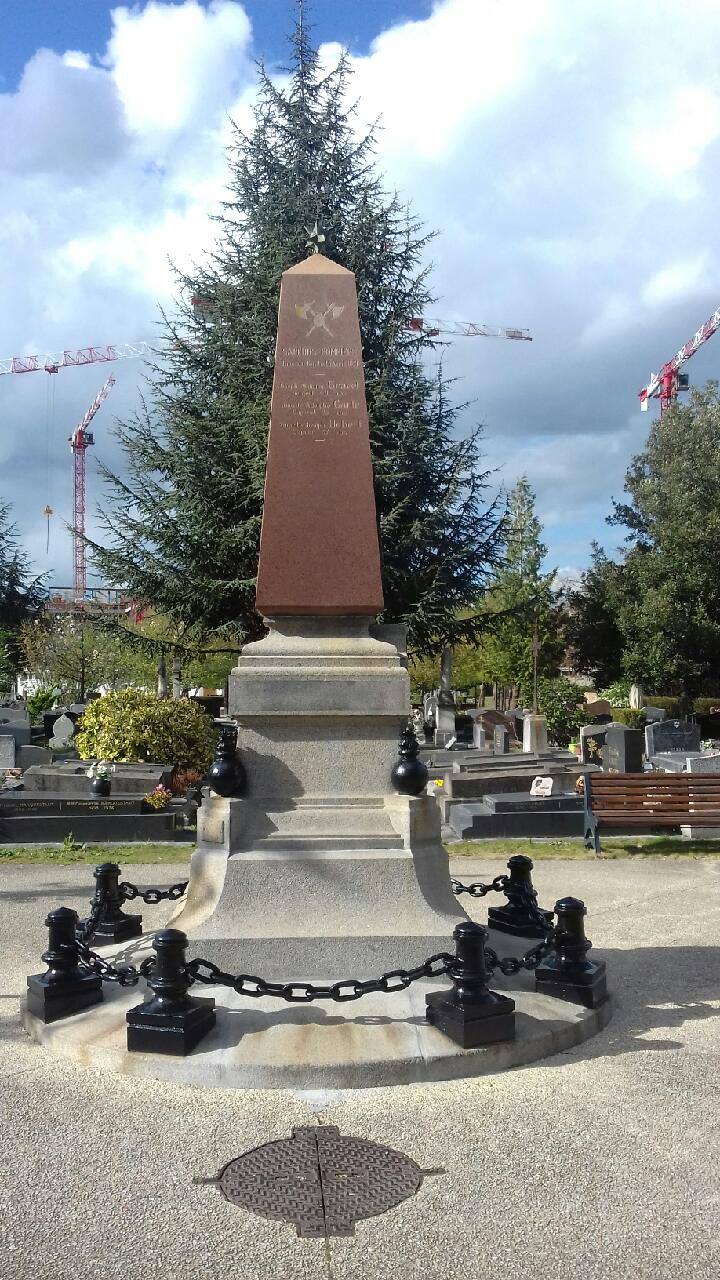
Monument aux Victimes du devoir.
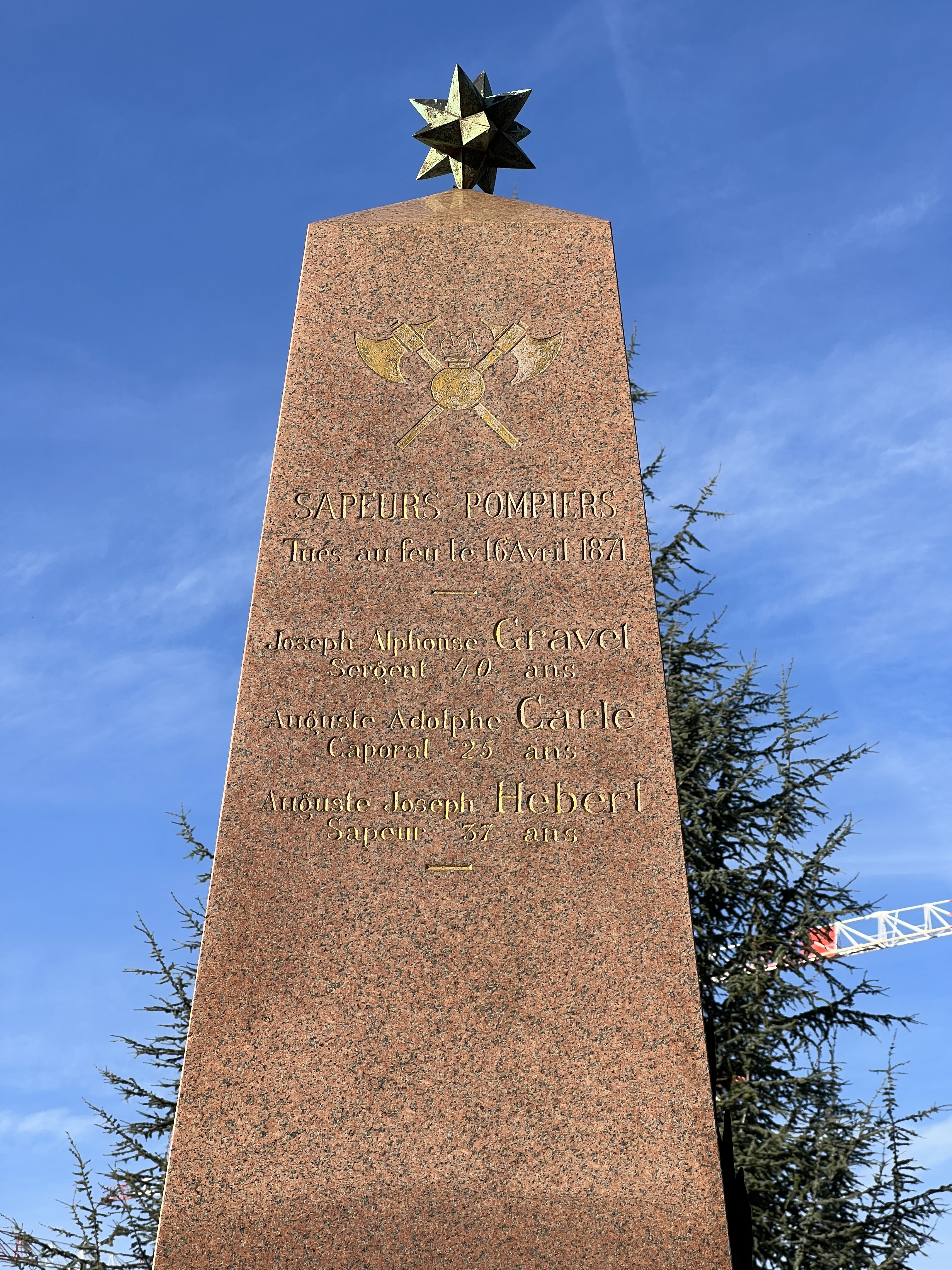
Monument aux Victimes du devoir (détail).
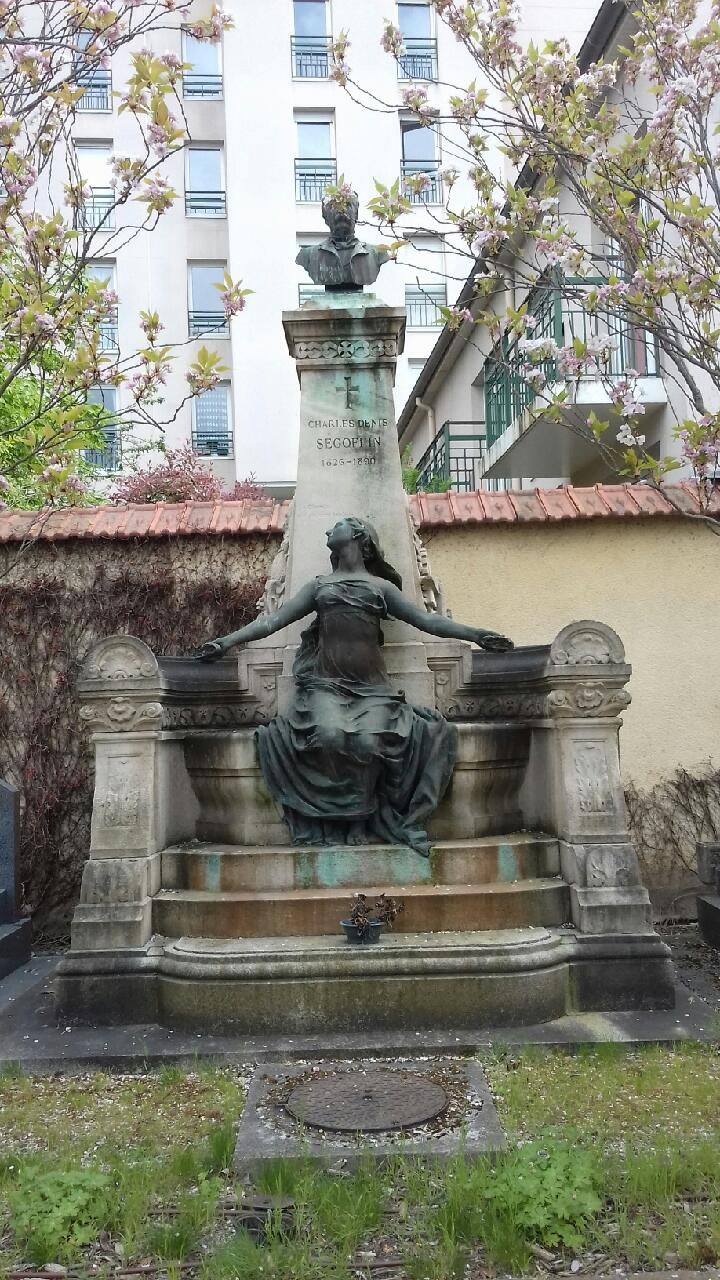
Tombe Ségoffin.
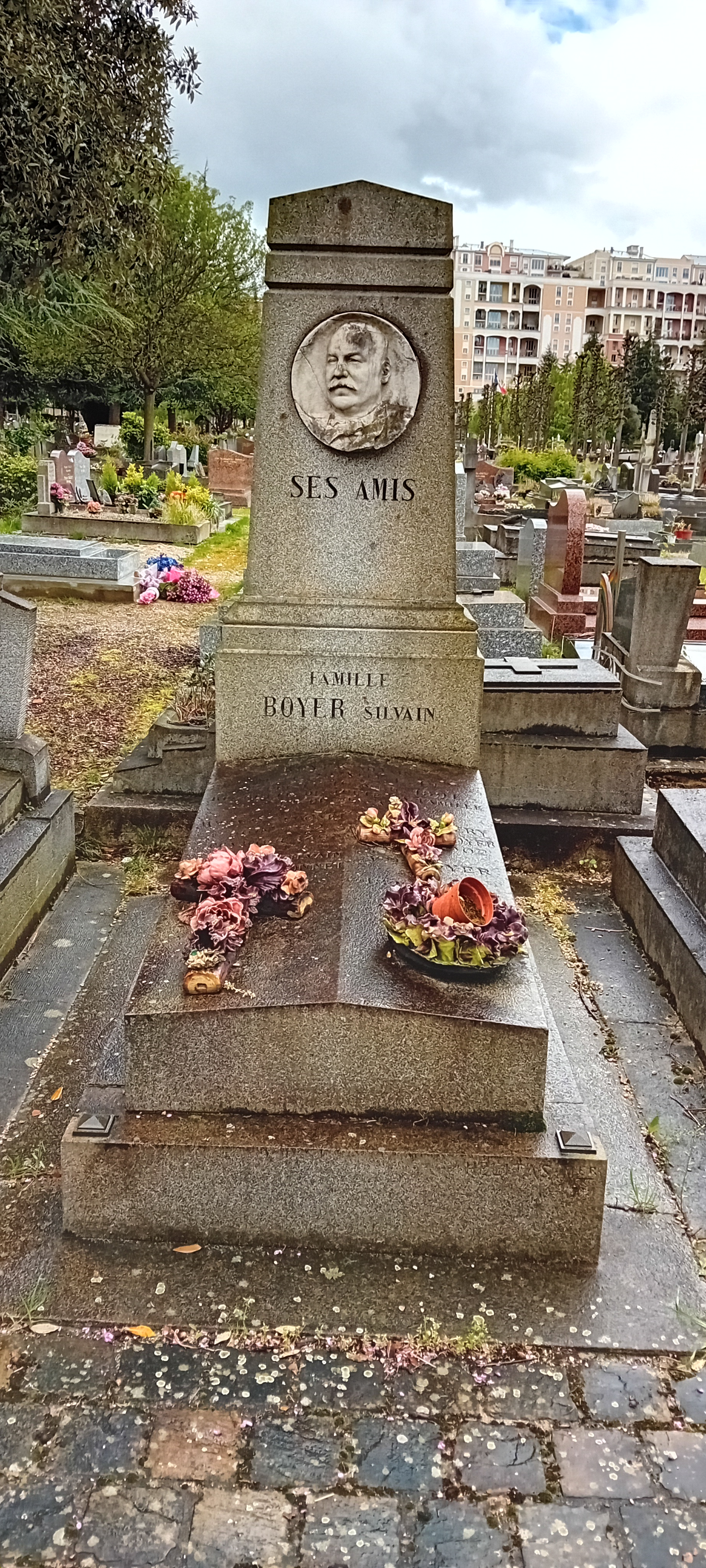
Tombe Boyer.
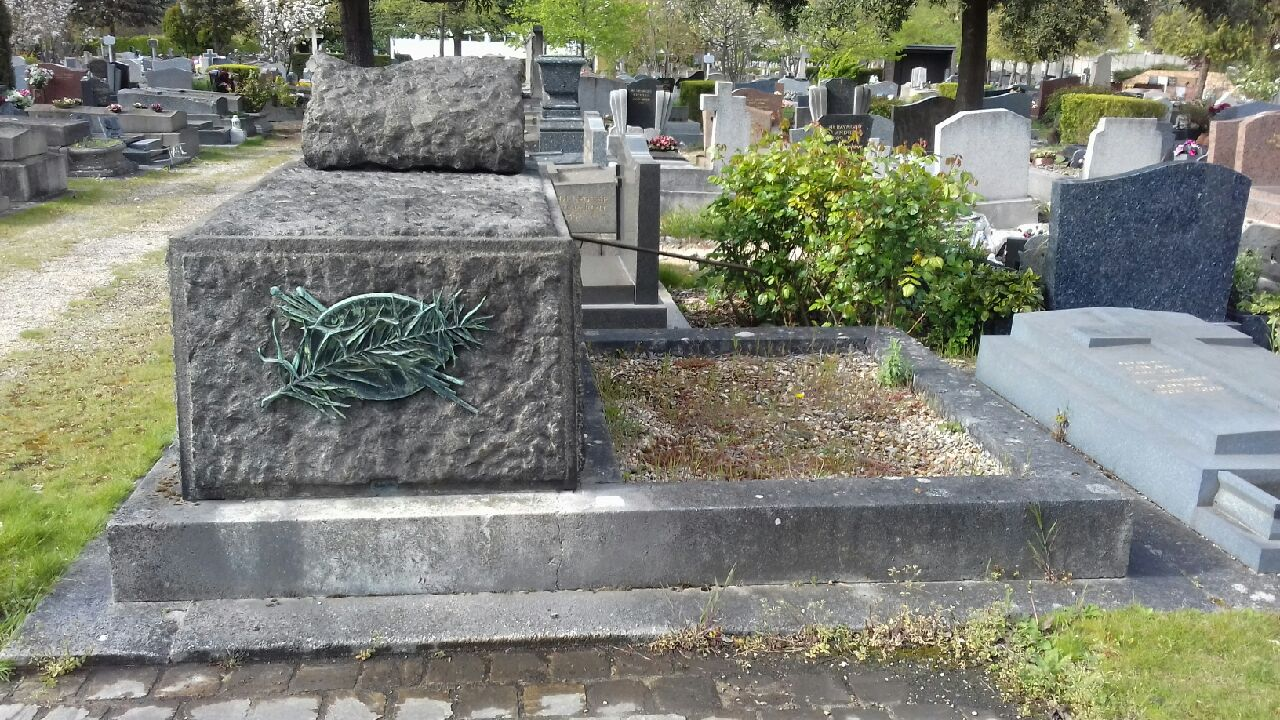
Tombe de Jeanne Bouziat (1875-1903), élève à l'école des Beaux-Arts. Division C.
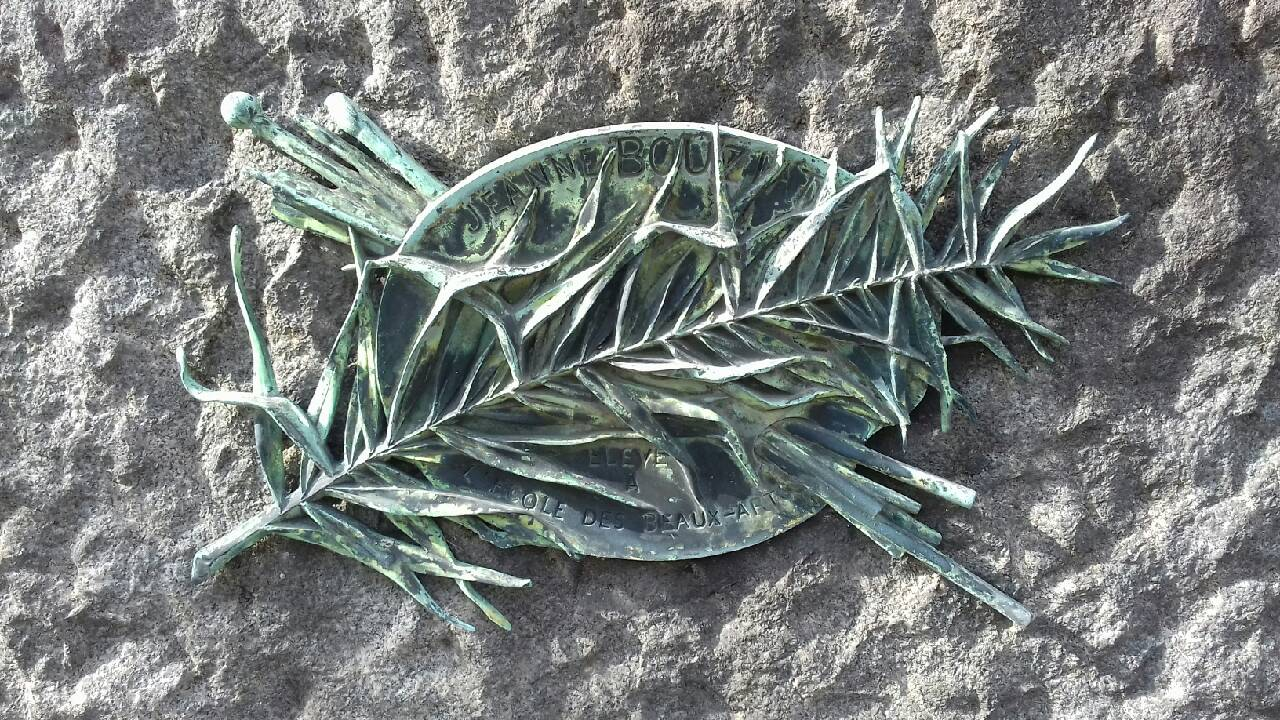
Tombe de Jeanne Bouziat (1875-1903), élève à l'école des Beaux-Arts (détail). Division C.
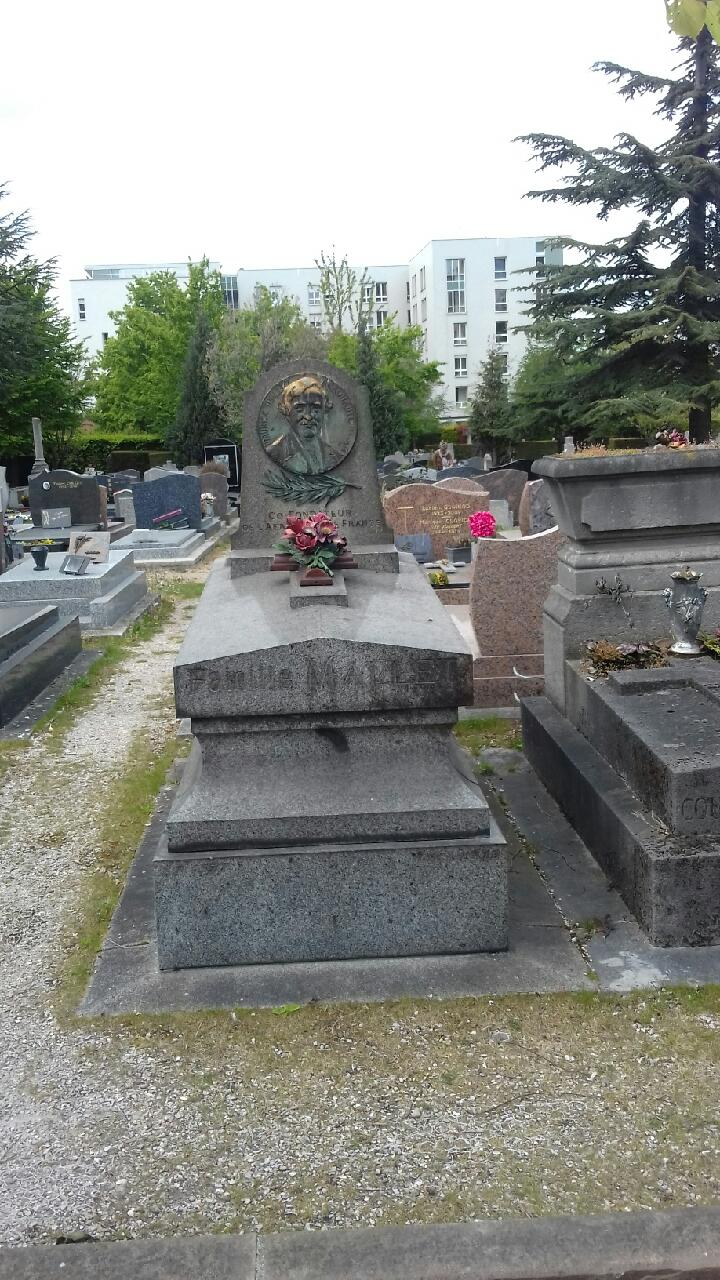
Tombe Mallet.
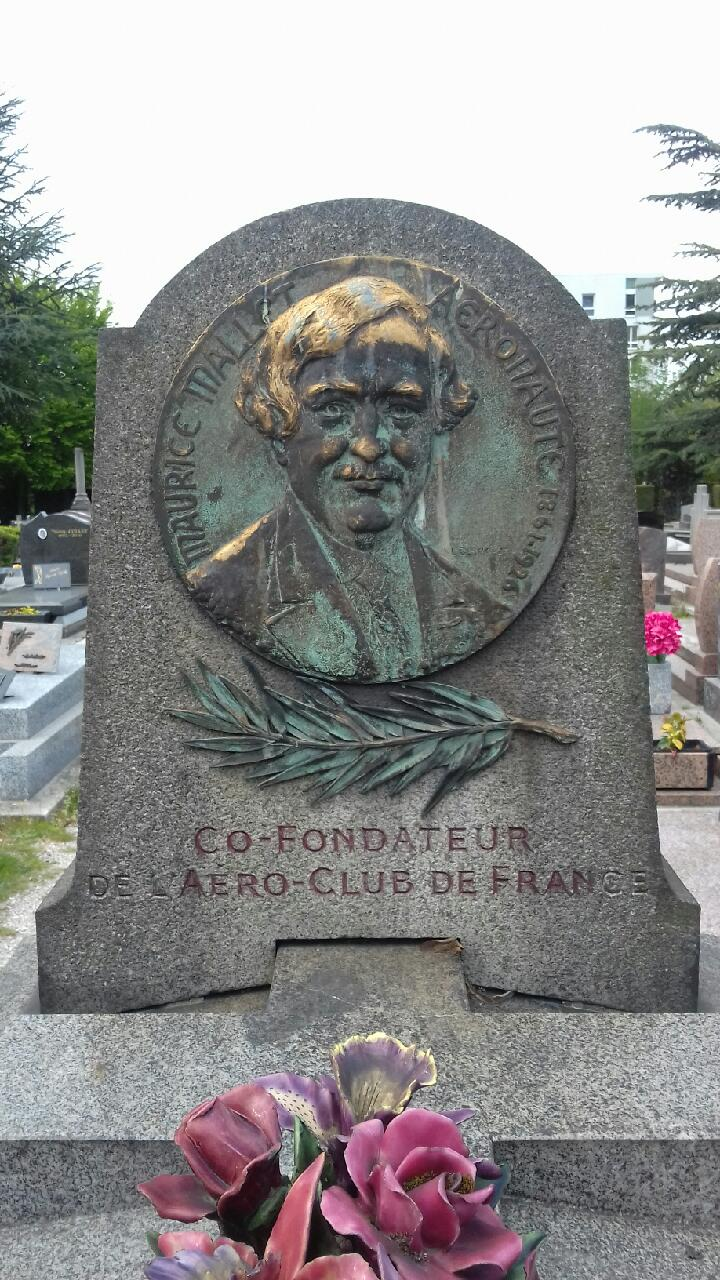
Tombe Mallet (détail).
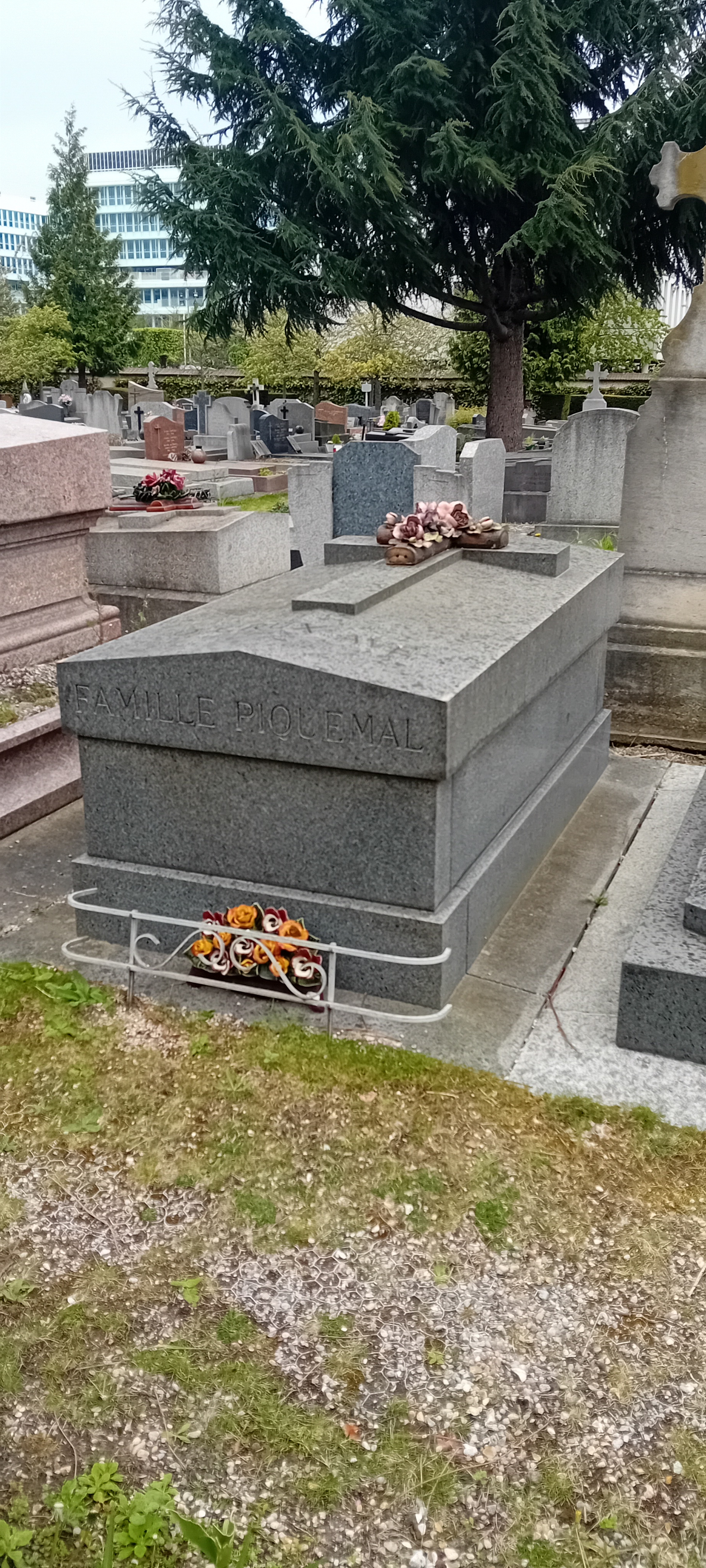
Tombe Piquemal.
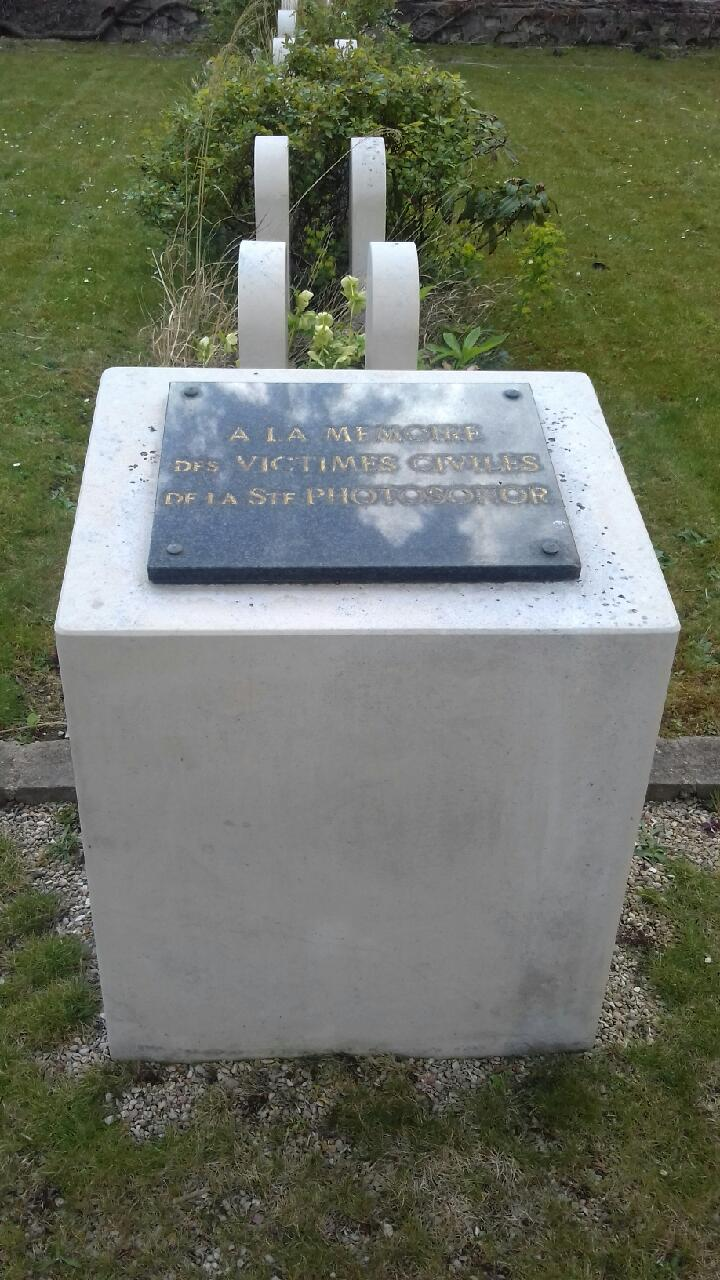
Tombe des salariés de Photosonor.
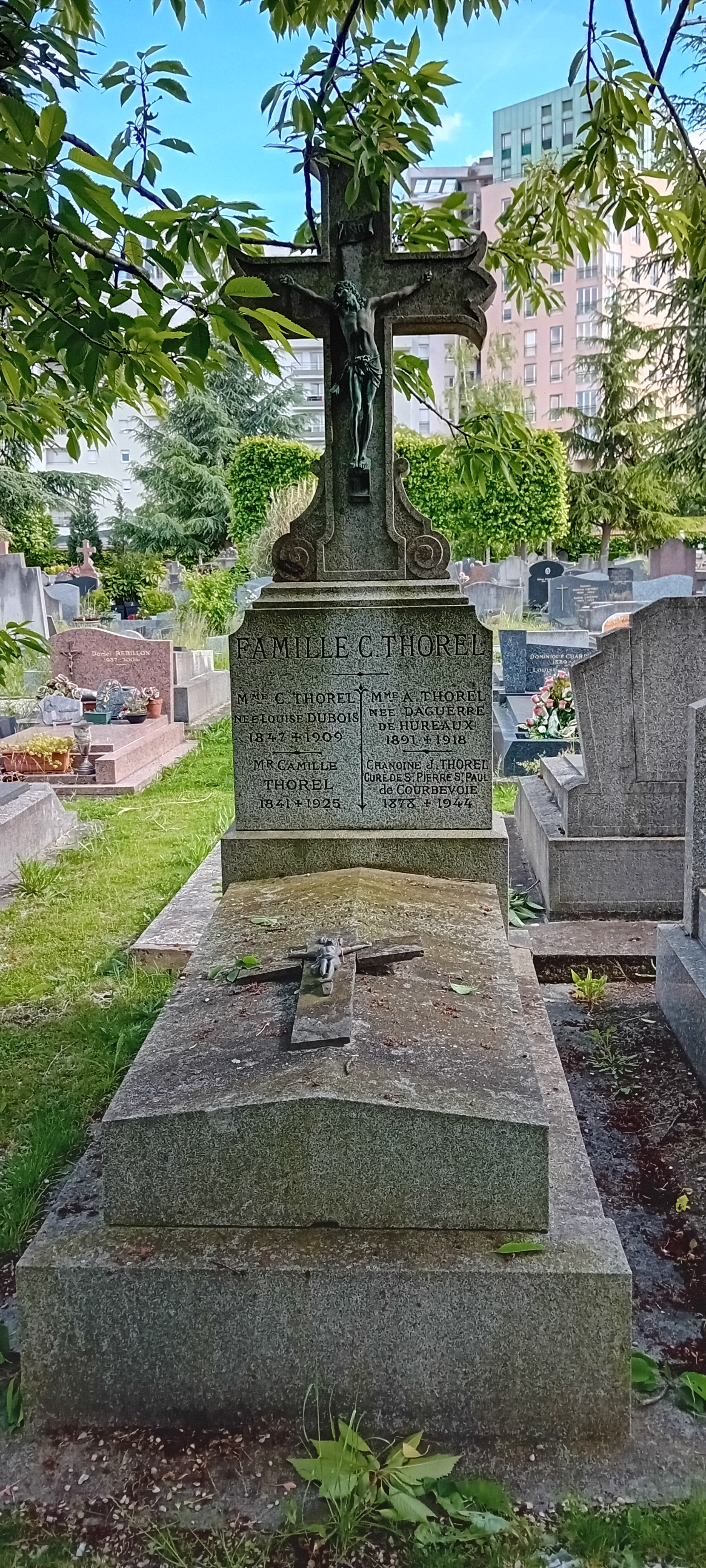
Tombe Thorel.
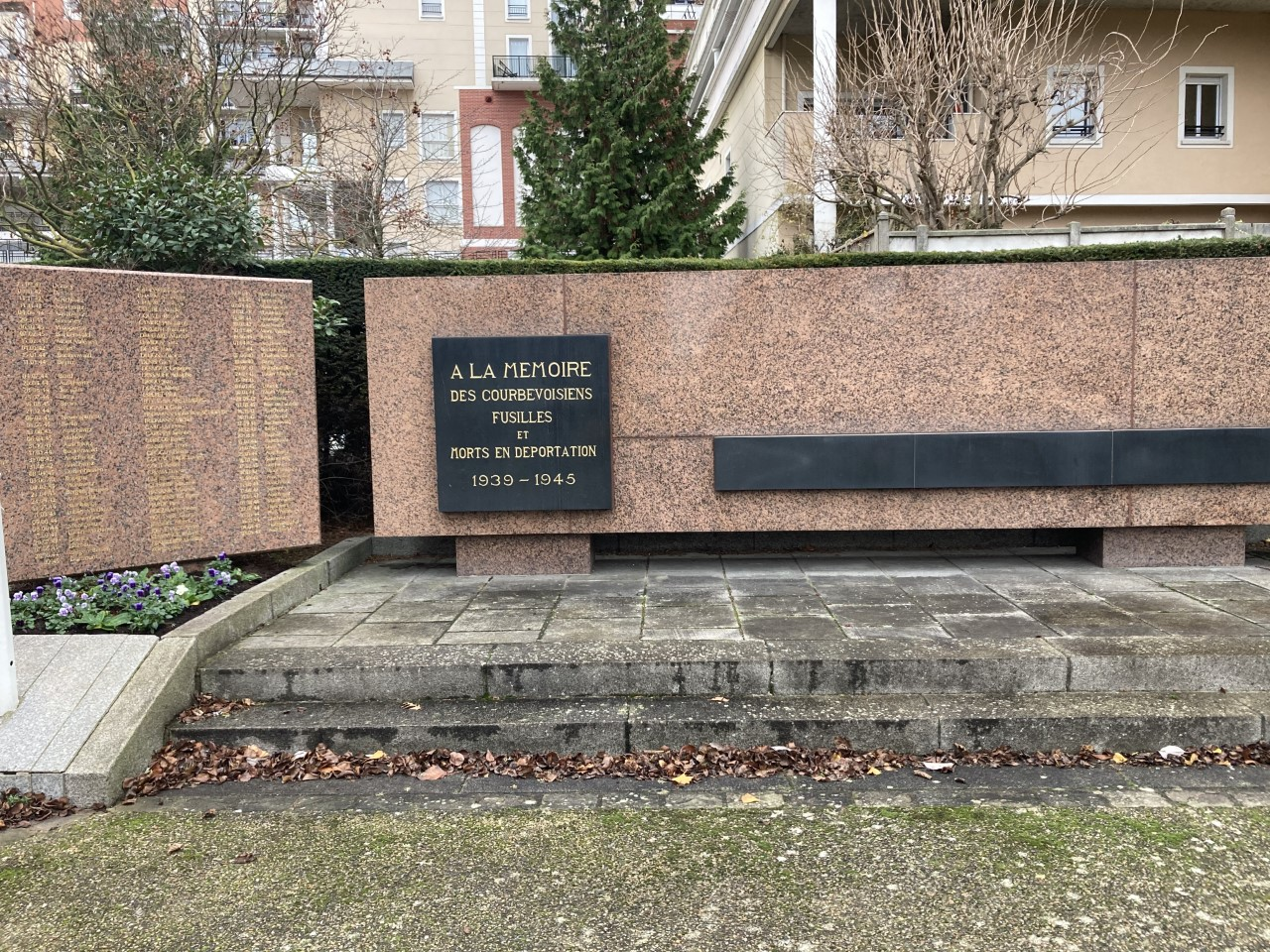
Mémorial des victimes de la guerre de 1939-1945.
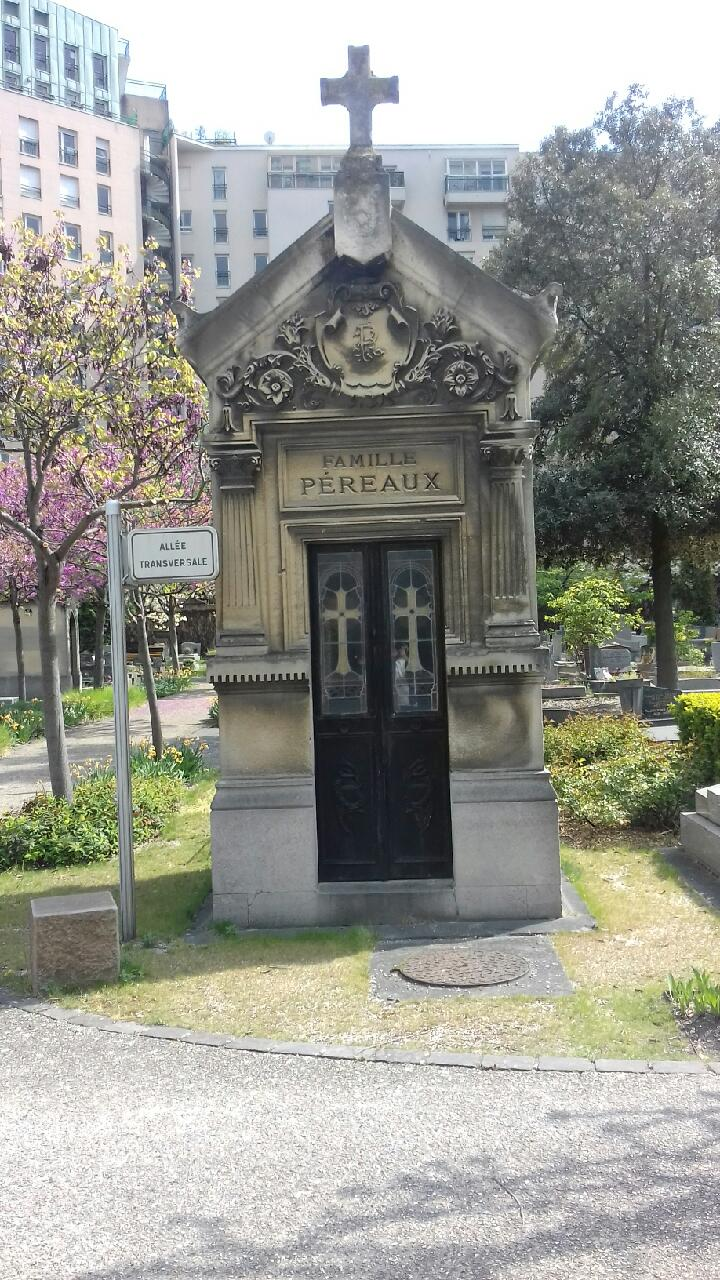
Chapelle Péreaux-Fauchon.
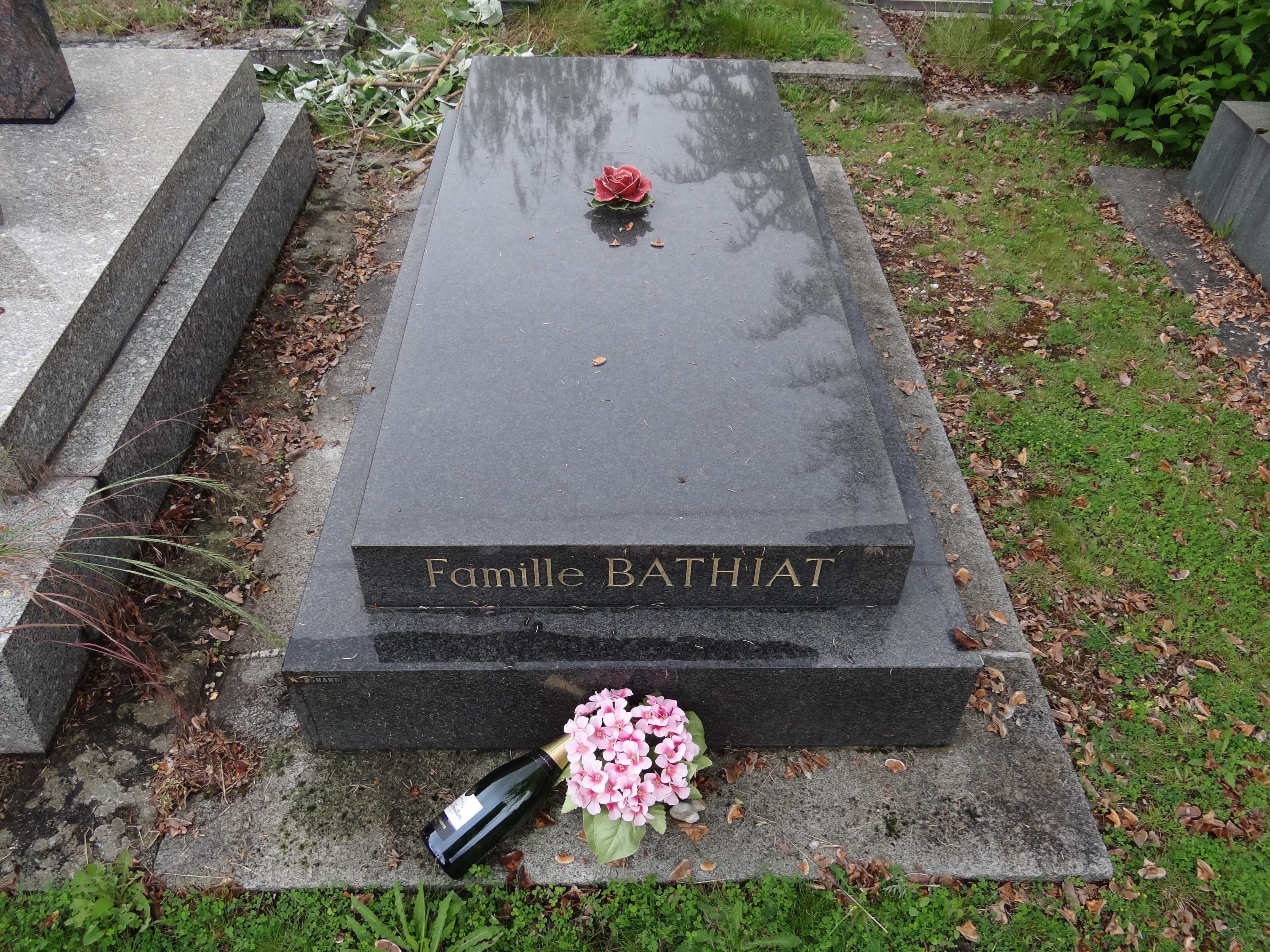
Tombe d'Arletty.
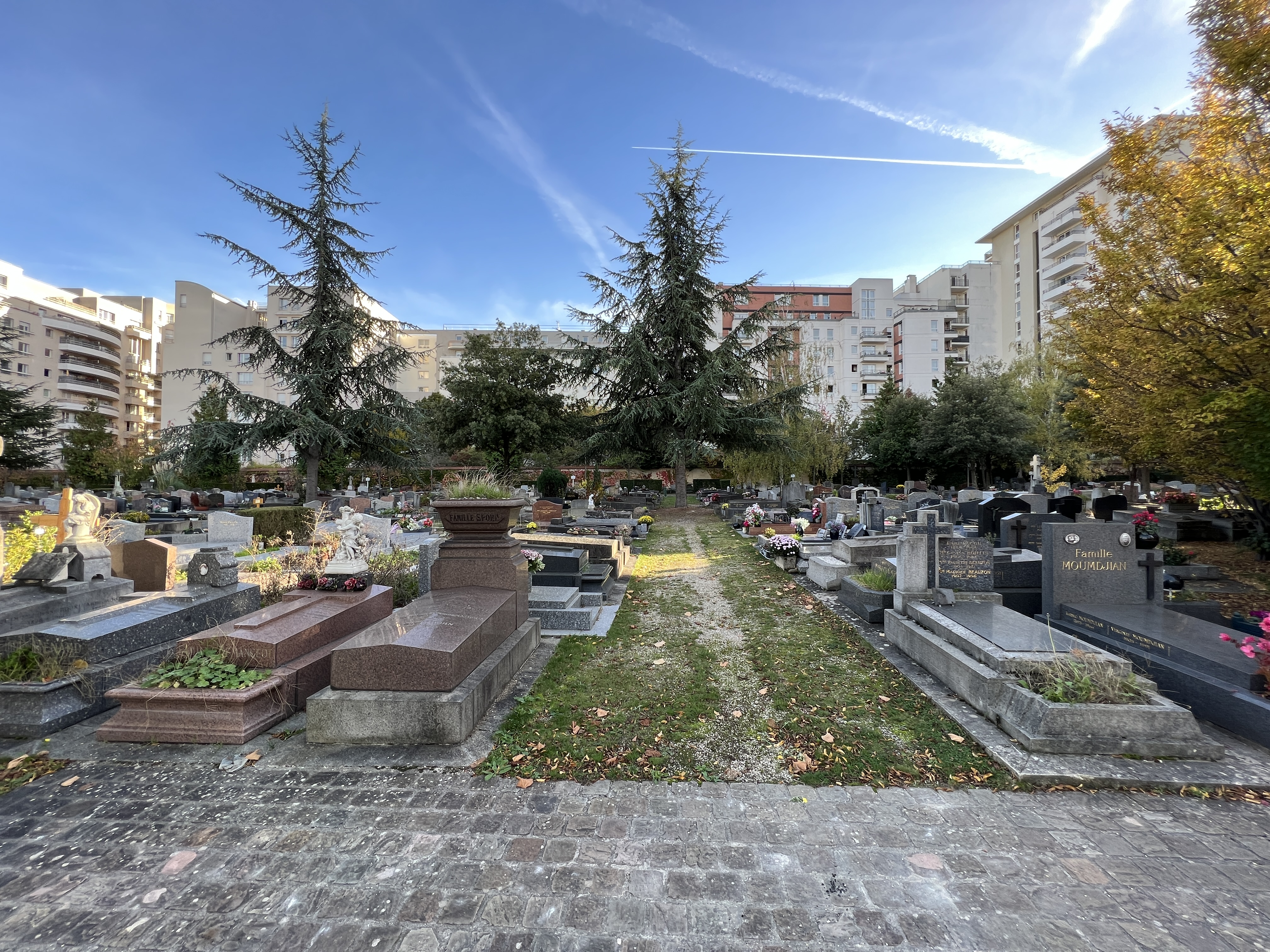
Vue générale, octobre 2022.
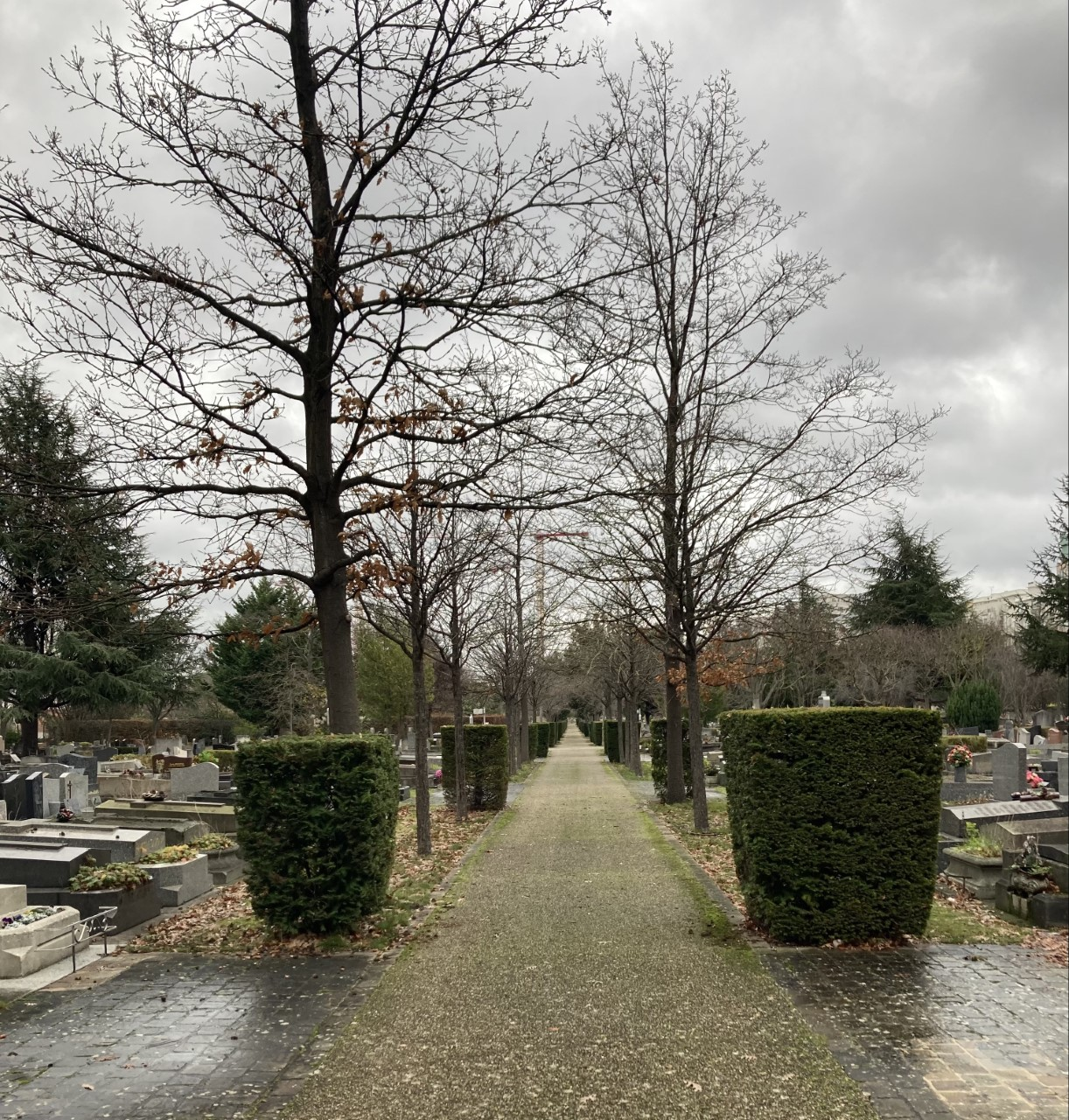
Allée, décembre 2022.
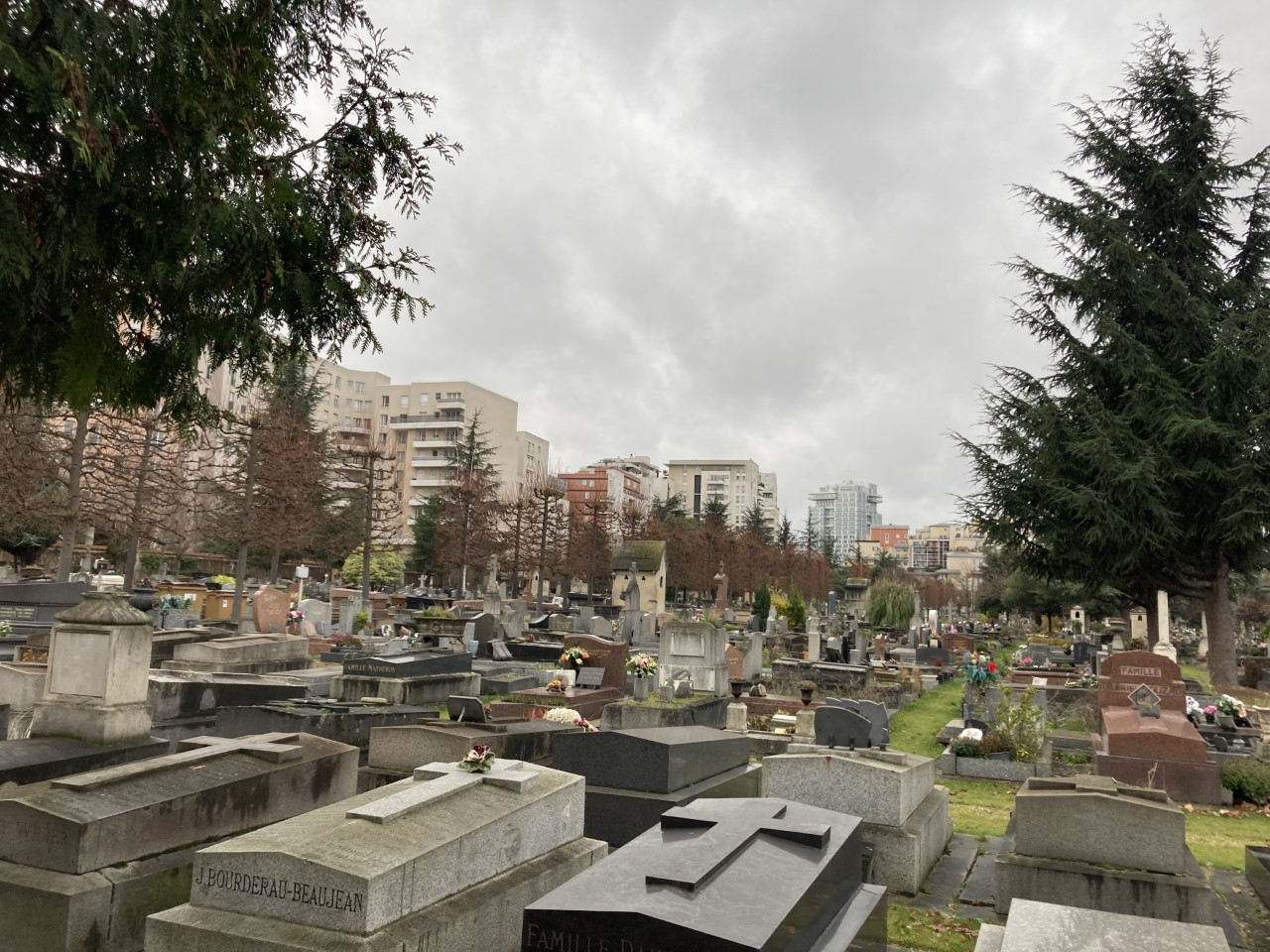
Vue générale, décembre 2022.
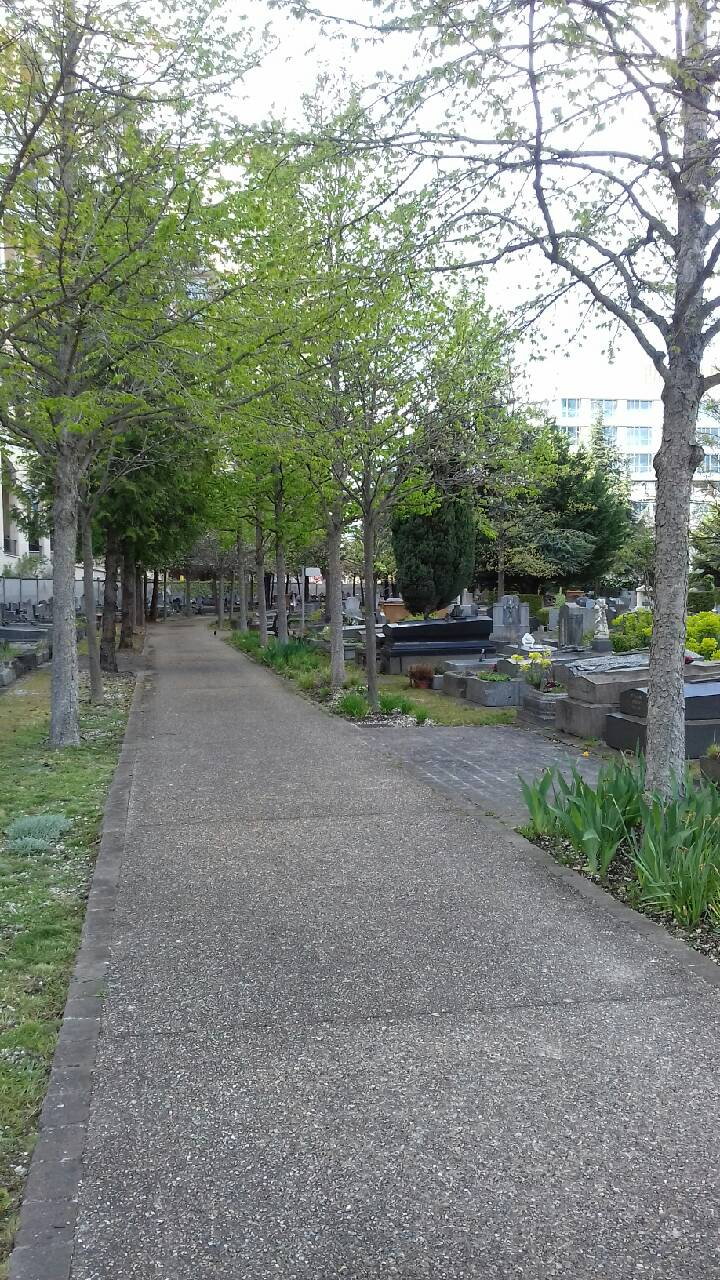
Allée du Couchant, avril 2023.